# Saint-Divy
Saint-Divy (tiếng Breton: Sant-Divi) là một xã của tỉnh Finistère, thuộc vùng Bretagne, miền tây bắc Pháp.

## Dân số
Người dân ở Saint-Divy được gọi là Saint-Divyens.